# Makino Shōzō (Regisseur)

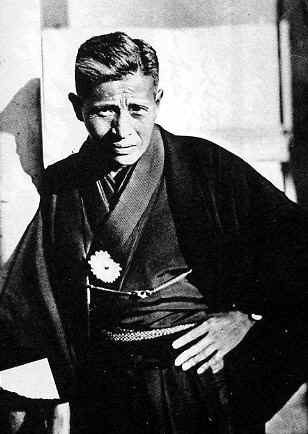
Makino Shōzō

Makino Shōzō (japanisch 牧野省三; geboren 22. September 1878 in der Präfektur Kyōto; gestorben 25. Juli 1929 ebenda) war ein japanischer Filmregisseur und -produzent.

## Leben und Wirken
Makino Shōzō leitete ein kleines Theater, als er Yokota Einosuke (横田 永之助; 1872–1943) traf. Dieser leitete eine Filmfirma „Yokota shōkai“ (横田商会), die später zum Filmunternehmen Nikkatsu wurde. Yokota stellte ihn ein, um die Regie für Filme zu übernehmen.
Der erste Film war im Jahr 1908 „Honnōji gassen“ (本能寺合戦), „Der Kampf am Honnō-ji“, bei dem es um den Honnōji-Zwischenfall ging. Makino machte weiter Filme, in den nächsten zehn Jahren etwa 60 bis 80 pro Jahr. Sein Hauptdarsteller war dabei Onoe Matsunosuke (1875–1926). Diese Filme, fesselnde Geschichten von meisterlichen Schwertkämpfern und unglaubwürdige, absurde Gespenstergeschichten, wurden sofort sehr populär.
1821 verließ Makino Nikkatsu um unabhängig zu arbeiten und gründete 1925 die „Makino Productions“. Unter ihm wurden realistischen Zeitdramen populär mit Schauspielern wie Bandō Tsumasaburō (1901–1953), Arashi Kanjūrō (1902–1980), Kataoka Chiezō (1903–1983), Ichikawa Utaemon (1907–1999).
Sein Sohn Makino Masahiro (1908–1993) wurde ebenfalls ein bekannter Regisseur.